# Horst Paul Silvester Fischer
Horst Paul Silvester Fischer (ur. 31 grudnia 1912 w Dreźnie, zm. 8 lipca 1966 w Lipsku) – zbrodniarz hitlerowski, lekarz SS w obozie koncentracyjnym Auschwitz-Birkenau oraz SS-Hauptsturmführer.
W 1937 ukończył studia medyczne na berlińskim Uniwersytecie Humboldta. W 1933 wstąpił do SS, a w 1937 do NSDAP. W listopadzie 1942 Fischer, dzięki poparciu Enno Lollinga, skierowany został do kompleksu obozowego Auschwitz-Birkenau, gdzie objął następnie stanowisko młodszego lekarza obozowego w Monowicach (Auschwitz III). Przebywał tam do roku 1944. Fischer dokonywał licznych selekcji zarówno na rampie w Birkenau, jak również chorych i niezdolnych do pracy więźniów w samym obozie, przeznaczając ich na śmierć, najczęściej w komorach gazowych Brzezinki.
Po zakończeniu wojny pracował, pod prawdziwym nazwiskiem, jako lekarz w Spreenhagen (Niemiecka Republika Demokratyczna). 11 lipca 1965 Fischer został aresztowany pod zarzutem zbrodni przeciw ludzkości. Jego proces przed Sądem Najwyższym Niemieckiej Republiki Demokratycznej rozpoczął się 10 marca 1966, a zakończył się 25 marca tego samego roku. Były lekarz SS skazany został na karę śmierci. Wyrok wykonano przez zgilotynowanie 8 lipca 1966 w lipskim więzieniu.